# Volby do Zastupitelstva města Brna 1990
Volby do zastupitelstva města Brna v roce 1990 proběhly  v rámci obecních voleb v pátek 23. a v sobotu 24. listopadu. Šlo o první komunální volby po sametové revoluci. Brno mělo pouze jeden volební obvod, zvoleno bylo celkem 60 zastupitelů. Voleb se účastnilo 69,31 % z 293 168  oprávněných voličů.

## Výsledky hlasování
| Volební strana                                                         | Počet hlasů | Hlasy v % | Mandáty |
| ---------------------------------------------------------------------- | ----------- | --------- | ------- |
| HSD - SMS                                                              | 688 451     | 30,9      | 19      |
| Občanské fórum                                                         | 342 659     | 15,38     | 11      |
| Sdružení pro Brno (Sdružení nezávislých kandidátů)                     | 337 871     | 15,17     | 7       |
| Komunistická strana Čech a Moravy                                      | 246 690     | 11,07     | 6       |
| Československá strana lidová                                           | 214 493     | 9,63      | 6       |
| Moravskoslezský demokratický blok (koalice ČSD, ČSS, LDS, SZ)          | 223 202     | 10,02     | 6       |
| Pravý blok (KDS a RS-SB)                                               | 93 571      | 4,2       | 5       |
| Radikální republikánská strana (RRS)                                   | 22 607      | 1,01      | –       |
| Moravská národní strana (MNS)                                          | 20 050      | 0,9       | –       |
| Demokratická unie zdraví a sportu (DUZS)                               | 17 726      | 0,8       | –       |
| Sdružení pro republiku - Republikánská strana Československa (SPR-RSČ) | 15 330      | 0,69      | –       |
| Nezávislí kandidáti (NK)                                               | 5 003       | 0,22      | –       |
| celkem                                                                 | 2 227 653   | 100       | 60      |

1. ↑  SZ získala 65 431 hlasů tj. 2,94 % hlasů – 3 zastupitele , ČSD získala  62 506 hlasů tj. 2,81 % hlasů – 0 zastupitelů, ČSS získala 58 006 hlasů tj. 2,6 % hlasů – 2 zastupitelé a LDS získala 37 259 hlasů tj. 1,67 % hlasů – 1 zastupitel
2. ↑  KDS získala  61 244 hlasů tj. 2,75 % hlasů – 3 zastupitele a RS-SB získala 32 327 hlasů tj. 1,45 % hlasů – 2 zastupitele